# Hermann Hagedorn (Heimatdichter)
Hermann Hagedorn (* 20. August 1884 in Borbeck-Gerschede; † 7. März 1951 bei Fretter, Gemeinde Finnentrop) war ein deutscher Lehrer und Heimatdichter. Bekannt wurde er vor allem dadurch, dass er die alte in Borbeck und Umgebung gebräuchliche niedersächsische Mundart, das Borbecksch, pflegte und zahlreiche Gedichte und Erzählungen in diesem Dialekt verfasste.

## Leben
Hagedorn wurde am 20. August 1884 in Borbeck-Gerschede geboren. Seine Mutter hieß Maria Katharina, sein Vater Johann Hagedorn. Sein Elternhaus (in der heutigen Hugo-Knippen-Straße), das „olle Hüsken“, wie er es nannte, beherbergte eine kleine Gastwirtschaft, in denen die Bauern und später die Bergleute nach der Schicht ihre Biere und Schnäpse tranken. Die Erlebnisse dort spiegelten sich später auch in seinen Gedichten wider.
Er besuchte in Dellwig die Volksschule und begann dann seine Lehrerausbildung. Er ging in Borbeck zur Rektoratschule, darauf folgten von 1898 bis 1901 drei Jahre in der Essener Präpanderie (einer Vorstufe des Seminars). Im Zeitraum zwischen 1902 und 1905 machte Hagedorn seine Lehrerausbildung am Königlichen Preußischen Lehrerseminar in Elten am Niederrhein. Darauf folgten Mittelschullehrerprüfung in Düsseldorf und Rektorenprüfung in Koblenz.
Nach langjähriger Lehrertätigkeit an Schulen in Gerschede und Dellwig wurde er 1918 Rektor der Essen-Frintroper Stifterschule (Frintrop 2). Er studierte in Köln und Bonn und wurde 1923 mit der Arbeit Die Idee der Arbeitsschule in den verschieden Phasen der Gestaltung bei Sokrates-Plato, Comenius, Pestalozzi, Gaudig, Kerschensteiner zum Dr. phil. promoviert. Die Ideen der Pädagogen Gaudig und Kerschensteiner setzte Hagedorn in Frintrop, wo er bis zu seiner Pensionierung blieb, in die Praxis um. Von 1918 bis 1938 leitete er zudem eine pädagogische Arbeitsgemeinschaft zur Lehrerfortbildung.
Auf Grund von Schwerhörigkeit schied er im Mai 1943 auf eigenen Antrag aus dem Schuldienst aus und zog sich in eine Hütte bei Fretter im Sauerland zurück. Auf dem Weg zu seiner Hütte wurde der Sechsundsechzigjährige dort am Morgen des 7. März 1951 beim Überqueren eines Eisenbahnübergangs von einem Zug erfasst und getötet.

## Nach seinem Tod
Auch nach seinem Tod wurden in der Zeitung Borbecker Nachrichten und in der Zeitschrift des Plattdeutschvereins „De Pohlbörger“ Gedichte von ihm abgedruckt. Sein Märchenbuch Märchenzauber – Twölf Märchen opp platt fand in den 1950er Jahren Eingang in die Schulliteratur. Der Verein Reuenberger Borbeck widmete Hagedorn kurz nach seinem Tod den Hagedornstein, einen Gedenkstein. Er befindet sich unweit von Hagedorns Elternhaus. Auch die Gegend um Hagedorns Geburtshaus, das Hagedorntal, und eine Straße, die Hagedornstraße, wurden nach ihm benannt.
Mehrere Gedichte des Werkes Hatte on Heeme – Botterblaumen wurden 2007 von der Gruppe Mitten in Borbeck auf die CD Borbecksch Platt – Heeme, wat häw ick di leiw gesprochen. Der Titel der CD stammt aus dem Gedicht Heeme, das in dem Werk Hatte on Heeme erschien. Der Borbecker Künstler Andreas Koerner fertigte 2010 ein Porträt des Dichters an.

## Beziehung zum Nationalsozialismus
In der Zeit des Nationalsozialismus war Hagedorn innerhalb der NSDAP-Gauleitung Essen Fachschaftsleiter für Lyrik und daneben „Gaufachberater für Mundart“. Zu dieser Zeit publizierte er verschiedene systemkonforme Werke wie 1936 Friedrich Krupp. Der ewige Deutsche und 1937 Krupp der Kämpfer. Ein Heldenlied. Letzteres wurde nach Kriegsende in der Sowjetischen Besatzungszone auf die Liste der auszusondernden Literatur gesetzt.

## Werke
Seine Werke befassen sich größtenteils mit der sich im Wandel begriffenen Landschaft seiner Umgebung, seinen Erlebnissen/Erinnerungen und den Werdegang der Mundart. Besonders seine späten Werke zeichnen sich durch viel Humor aus. Er schrieb auf Borbecksch, einem niedersächsischen Dialekt, der im Grenzgebiet zum niederfränkischen Sprachraum entstand und Hochdeutsch.
- Hatte on Heeme. Plattdeutsche Dichtungen. 1930.
- Honnenseelen. Geschichten von onse verbeenige Frönne. In niedersächsischer Mundart. 1938.
- Kriegstagebauk. In niedersächsischer Mundart. 1940.
- Hämann Ohme Joann. Stemmen uut Blaut on Äre. In niedersächsischer Mundart. 1941.
- Ulenspeigel en Essen. 1941.
- Märchenzauber. Twölf Märchen opp platt. 1951.
- Fläutepiepen. 1956.
- Dat Dubbelte-Dutzend-Bauk. 12 Geschichten, 12 Gedichte. 1959.

Ein Beispiel:
Hermann Hagedorn – Plattdütsch (aus „Fläutepiepen“; 1956)
Och, wat dä Lü nech seggt:
Plattdütsch sall utgestorwen si´en?
Weil kän Mensch mä plattdütsch spräckt?
Lo git mi met son Quatsch defri´en!
Mack gitt dä Döppe oppen,
Dann wett git, dat Plattdütsch noch lewt.
Dä Blaume do an´n Auwer geklewt,
Plattdütsch kömp sö ut´n Grond gekroppen,
On Borbecksch Plattdütsch rond on breet
Lach di dä Bläe
On stronzt dä Knoppen,
Dän bottergeelen Moonskopp awer kickt en´t Wäe,
As deen äm alle Hogedütschen leed.
On düsse Blaume het´n Broe!
Do sitt hä op´n Garenpohl
On flött! Bekiek di es sin Kammesol,
- ´n Vuegel het jö käne Hoe -
Es hä nech kohlrawenschwatt?
On bottergeel dän Schnabel?
Jo, düssen Vuegl es kapabel!
Schön flött hä nech, doch hatt,
On utgesprockn frech op Borbecksch Platt!
Wo Sonne Vüegels flött on Bläumkes wasst,
do wonnt ok Lü, dä dotau paßt.
Kiek di dä Hüsken aan, dä olle Köttkes!
So plattdütsch stott sö do bi Dagg on Nach!
Do huust dä Mittäns noch, dä Drützkes, Zettkes,
On plattdütsch ket sö, o, et es en Prach!
Jo, Plattdütsch lewt! As Tüge raup ick op:
Blaumen on Vüegels, Hüser on Kärken!
On dät värroh ick enk noch bowen dropp:
Dä plattdütsche Di´es send dä – Ferken.

## Reaktionen auf Hagedorns Werke
Der Münsterländer Pfarrer Augustin Wibbelt, der zur Zeit Hagedorns lebte und wie Hagedorn auch Mundartdichter war, sagte über Hatte on Heeme:
… der doppelte Pulsschlag, der durch alle diese
Verse vibriert: ein kindlich warmes, frohes Gemüt
und eine innige Naturseligkeit, die in ihrer neckischen Stimmung
und ihrem volkstümlich kräftigen Humor
der naheliegenden Gefahr der Sentimentalität völlig entgeht.
Eine unberührte Reinheit, eine taufrische Morgenluft weht durch diese
Dichtungen, eine gesunde Frömmigkeit,
die schalkhaft zu lächeln versteht …